# Mr Gay World South Africa
Mr Gay World South Africa là một cuộc thi sắc đẹp dành cho người đồng tính nam. Người chiến thắng sẽ đại diện cho Nam Phi tại cuộc thi Mr Gay World thường niên.

## Người giữ danh hiệu

### Mr Gay World
Chú thích màu
- : Nam vương
- : Á vương
- : Top chung kết
- : Top bán chung kết

Mr Gay World 2010 Charl van den Berg

- : Được giải thưởng đặc biệt

| Năm         | Đại diện                       | Thứ hạng       | Giải thưởng đặc biệt                      | T.k.              |
| ----------- | ------------------------------ | -------------- | ----------------------------------------- | ----------------- |
| 2009        | Deon Strydom                   | Top 10         |                                           |                   |
| 2010        | Charl van der Berg             | Mr Gay World   | 1 - - Mr Gay Congeniality                 | [ 1 ] [ 2 ] [ 3 ] |
| 2011        | Francois Nel                   | Mr Gay World   |                                           | [ 4 ]             |
| 2012        | Lance Weyer                    | Á vương 1      | 1 - - Top Score in MGW Written Exam       | [ 5 ] [ 6 ]       |
| 2013        | Steve Williams                 | Không đạt giải |                                           | [ 7 ] [ 8 ]       |
| 2014        | Werner de Waal                 | Top 10         |                                           | [ 9 ] [ 10 ]      |
| 2015        | Craig Maggs                    | Top 11         |                                           | [ 11 ]            |
| 2016        | Oelof de Meyer                 | Không đạt giải |                                           | [ 12 ]            |
| 2017        | Alexander Steyn                | Á vương 4      | 1 - - Best Campaign                       | [ 13 ]            |
| 2018        | Karabo Morake                  | Top 10         | 1 - - Best in National Costume            | [ 14 ]            |
| 2019        | Chris Emmanuel                 | Không đạt giải |                                           |                   |
| Online 2020 | Charl-Jaquairdo van Helsdingen | Top 5          |                                           | [ 15 ]            |
| Online 2021 | Louw Breytenbach               | Mr Gay World   | 2 - - Personal Interview - Viewers Choice | [ 16 ]            |
| 2022        | Shanon Kannigan                | Không đạt giải | 1 - - Mister Congeniality                 | [ 17 ]            |
| 2023        | Markus Coetzee                 | Không đạt giải |                                           | [ 18 ]            |
| 2024        | Luc de Muelenaere              | Không đạt giải | 1 - - Sports Challenge                    | [ 19 ]            |
| 2025        | Gert Claassen-Smit             |                |                                           |                   |

### International Mr Gay
Chú thích màu
- : Nam vương
- : Á vương
- : Top chung kết
- : Top bán chung kết
- : Được giải thưởng đặc biệt

| Năm       | Đại diện     | Thứ hạng       |
| --------- | ------------ | -------------- |
| 2009–2010 | Deon Strydom | Không đạt giải |